# ألدهيد القرفة
ألدهيد القرفة (سينمالدهيد) (بالإنجليزية: Cinnamaldehyde) مركب عضوي ينتمي لمجموعة الألدهيدات، وهو المادة الفعالة التي تعطي للقرفة النكهة والرائحة المميزتين.

## الخواص والبنية
- إن الشكل الطبيعي من ألدهيد القرفة يكون على شكل مفروق، وهو يتألف من مجموعة فينيل متصلة بألدهيد غير مشبع. يظهر ألدهيد القرفة وكأنه مشتق من الأكرولين (ألدهيد الأليل). نتيجة وجود الترافق ولطول السلسلة الكربونية فإن لألدهيد القرفة لون يظهر في المجال المرئي.[3]
- انحلالية ألدهيد القرفة ضعيفة في الماء، إلا انه يمتزج مع كل من الإيثانول والإيثر الإيثيلي والكلوروفورم.
- نتيجة تعرض ألدهيد القرفة لأكسجين الهواء فإنه تحدث له عملية أكسدة تلقائية إلى حمض القرفة (حمض السيناميك). باستخدام مؤكسدات قوية مثل فوق منغنات البوتاسيوم (برمنغنات) أو الأوزون فإنه يتأكسد إلى حمض البنزويك.

## التحضير
أسهل الطرق هي عملية الاستخلاص باستخدام التقطير بالبخار لزيت لحاء نبات القرفة.
يمكن التحضير بإجراء تكاثف كنوفيناغل (وهو نوع خاص من التكاثف الألدولي) لكل من بنزالدهيد مع أسيتالدهيد.

## الاستخدامات
- يستخدم ألدهيد القرفة كمنكه في عدد من المنتجات الغذائية مثل العلك والبوظة وغيرها. كما يستخدم في بعض العطور.
- يستخدم الزراعة في بعض الأحيان كمبيد فطريات [4] حيث يستعمل غالباً على النباتات الجذرية.
- وجد مؤخراً أن زيت القرفة، والذي يعد ألدهيد القرفة المادة الفعالة فيه، يساهم في القضاء على يرقات البعوض.[5]